# Season of Glass (minialbum)
Season of Glass – debiutancki minialbum południowokoreańskiej grupy GFriend, wydany 15 stycznia 2015 roku przez wytwórnię Source Music i dystrybuowany przez KT Music. Głównym singlem z płyty jest „Glass Bead” (kor. 유리구슬 (Glass Bead)). Sprzedał się w nakładzie 21 930 egzemplarzy w Korei Południowej (stan na kwiecień 2019). Ich debiut był często porównywany do debiutu Girls’ Generation ze względu na podobieństwo muzyki i choreografii „Glass Bead” do „Into the New World”.

## Lista utworów
| CD | CD                                                              | CD                 | CD                            | CD                             | CD      |
| Nr | Tytuł utworu                                                    | Tekst              | Kompozycja                    | Aranżacja                      | Długość |
| -- | --------------------------------------------------------------- | ------------------ | ----------------------------- | ------------------------------ | ------- |
| 1. | „Intro (Season Of Glass)”                                       |                    | Iggy, Seo Yong-bae            | Iggy, Seo Yong-bae             | 1:13    |
| 2. | „Yuri Guseul (Glass Bead)” (kor. 유리구슬 (Glass Bead))         | Iggy, Seo Yong-bae | Iggy, Seo Yong-bae            | Iggy, Seo Yong-bae             | 3:23    |
| 3. | „Neverland”                                                     | Eden Beatz         | ZigZag Note, Kang Myeong-shin | ZigZag Note, Kangg Myeong-shin | 3:11    |
| 4. | „White (Hayan Maeum)” (kor. White (하얀마음))                   | Iggy, Seo Yong-bae | Iggy, Seo Yong-bae            | Iggy, Seo Yong-bae             | 3:45    |
| 5. | „Yuri Guseul (Glass Bead)” (kor. 유리구슬 (Glass Bead)) (Inst.) |                    | Iggy, Seo Yong-bae            | Iggy, Seo Yong-bae             | 3:23    |

## Notowania
| Lista                   | Pozycja |
| ----------------------- | ------- |
| Gaon Weekly Album Chart | 9       |